# Kavalaganahalli, Chintamani
Kavalaganahalli là một làng thuộc tehsil Chintamani, huyện Chikkaballapur, bang Karnataka, Ấn Độ.